# Perada

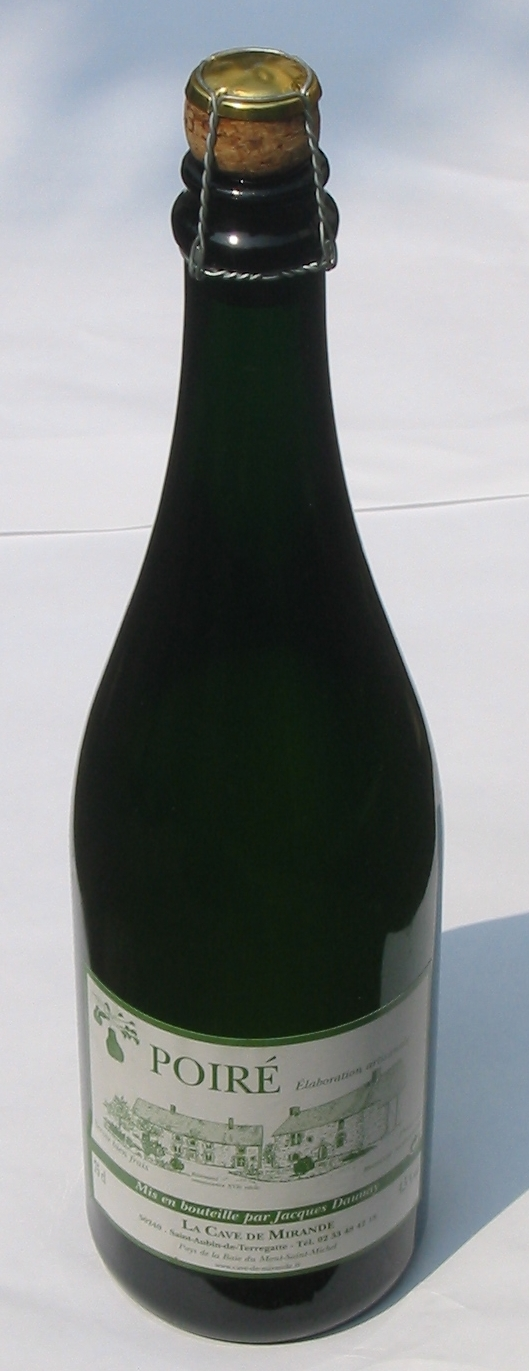
Botella tradicional de poiré, la perada elaborada en Normandía, Francia.

La perada es una bebida alcohólica de color ámbar similar a la sidra, obtenida de la fermentación del jugo de pera. De la cual, a su vez, se puede elaborar aguardiente de pera o vinagre. Tiene una graduación alcohólica baja, no menor a 6°.
Para la confección de una buena perada se requiere la utilización de peras que se encuentren en un estado de maduración adecuado dependiendo de la variedad, pues mientras que algunas variedades pueden pasar por un periodo de maduración secundario posterior a su recolección, como las manzanas, otras deben ser usadas en cuanto comienzan a madurar y a caer del árbol, ya que si se dejasen pasar darían una perada acuosa e inconsistente.

## Francia
En Francia la perada se llama poiré y su producción se limita a ciertas regiones de Normandía (departamentos de Manche y Orne) y limítrofes (norte de Ille-et-Vilaine y norte de la Mayenne). Se elabora de manera artesanal con una variedad de peras de sabor ácido y amargo conocidas como "peras de sidra" o "peras de perada" (poires à cidre o poires à poiré). La variedad Plant de Blanc es la más frecuente.
El poiré se destila para producir aguardiente de poiré. Mezclado con aguardiente de pera, el poiré se convierte en una bebida llamada poirineau. El poiré entra en la composición de algunos calvados, junto con la sidra de manzana.
El bocage de la región de Domfront, en Normandía, es el mayor productor de este tipo de pera y es conocido como "el país del poiré". El poiré de Domfront tiene una Appellation d'origine contrôlée (AOC) desde 2002 y está inscrito en el patrimoio cultural immaterial de Francia desde 2019.

## Reino Unido
En el Reino Unido, se llama pear cider (sidra de pera) o perry. Se elabora principalmente en el oeste de Inglaterra y en el País de Gales. Como en España y en Francia, se elabora a partir de variedades de peras generalmente no comestibles por su sabor agrio, siendo la variedad Blakeney Red la más utilizada.
El perry producido en los condados ingleses de Gloucestershire, Herefordshire y Worcestershire beneficia de una Indicación Geográfica Protegida (IGP) de la Unión Europea.
Tradicionalmente limitado al medio rural, el perry se está convirtiendo en una bebida de moda desde los primeros años del siglo xxi. Algunas marcas comerciales han lanzado al mercado variantes industriales de perry llamado "light perry", endulzado con jarabe de maíz o azúcar invertido.

## Suecia
La perada es una bebida muy apreciada en Suecia, y su principal área de producción se sitúa en la región de Bergslagen. La sidra de pera sueca, en sueco: päroncider, se produce industrialmente y se vende en latas para facilitar su comercialización. Es exportada a numerosos países como Finlandia, Alemania, Reino Unido e Irlanda. Su variante sin alcohol se vende en las tiendas IKEA en el mundo entero.